# NGC 6854
NGC 6854 је елиптична галаксија у сазвежђу Телескоп која се налази на NGC листи објеката дубоког неба.
Деклинација објекта је - 54° 22' 30" а ректасцензија 20h 5m 38,6s. Привидна величина (магнитуда) објекта NGC 6854 износи 12,3 а фотографска магнитуда 13,3. NGC 6854 је још познат и под ознакама ESO 185-61, AM 2001-543, PGC 64080.